# Antoniewo-Wybudowanie
Antoniewo-Wybudowanie – wieś w Polsce, w województwie pomorskim, w powiecie chojnickim, w gminie Brusy, na terenie Zaborskiego Parku Krajobrazowego. Wchodzi w skład sołectwa Antoniewo.
Do 2023 miejscowość nazywała się Wybudowanie Antoniewskie i była częścią wsi Antoniewo.
W latach 1975–1998 Wybudowanie Antoniewskie administracyjnie należało do województwa bydgoskiego.